# Nikołaj Nosow
Nikołaj Nikołajewicz Nosow (ros. Николай Николаевич Носов; ur. 10 listopada?/23 listopada 1908 w Kijowie, zm. 26 lipca 1976 w Moskwie) – pisarz i scenarzysta rosyjski, tworzący także literaturę dla dzieci.
Po ukończeniu w 1924 7-letniej szkoły pracował w cegielni, później podejmował się różnych prac. Samodzielnie uczył się według programu szkoły średniej, w 1927 wstąpił do Kijowskiego Instytutu Artystycznego, a od 1929 do 1932 studiował w Moskiewskim Instytucie Kinematografii, po czym został reżyserem filmów animowanych studia Sojuzkino. Na podstawie jego scenariusza powstał m.in. film Psotnicy (1954), będący adaptacją powieści Witia Malejew w szkole i w domu. Został pochowany na Cmentarzu Kuncewskim w Moskwie.

## Twórczość
- Cykl krasnoludka Nieumiałka:
  - Przygody Nieumiałka i jego przyjaciół (Приключения Незнайки и его друзей, Prikluczenija Nieznajki i jego druziej; 1954, 1957 w Polsce)
  - Nieumiałek w Słonecznym Mieście (Незнайка в Солнечном городе, Nieznajka w Sołniecznom Gorodie; 1958, 1962 w Polsce)
  - Nieumiałek na Księżycu (Незнайка на Луне, Nieznajka na Łunie; 1966; nietłumaczona)

Książki zilustrował Aleksy Łaptiew.
- Dziennik Koli Sinicyna (Дневник Коли Синицина, Dniewnik Koli Sinicyna; 1950, 1951 w Polsce; opowiadanie; pamiętnik małego hodowcy pszczół)
- Wesoła rodzinka (Весёлая семейка; 1949, 1949 w Polsce)
- Witia Malejew w szkole i w domu (Витя Малеев в школе и дома, Witia Malejew w szkole i doma; 1951, 1953 w Polsce; lektura do klasy 4 podstawówki za PRL-u; nagroda państwowa w 1952 w ZSRR)
- Żywy kapelusz (Живая шляпа, Żywaja szlapa; 1954 w Polsce; opowiadania)
- Tuk-tuk-tuk (Тук-тук-тук; 1945; opowiadania; nietłumaczona)
- Schodki (Ступеньки, Stupieńki; 1946; nietłumaczona)

## Nagrody i odznaczenia
- Nagroda Państwowa RFSRR im. Krupskiej (1969)
- Nagroda Stalinowska (1952)
- Order Czerwonej Gwiazdy (1943)
- Order Czerwonego Sztandaru Pracy (1967)
- Medal „Za ofiarną pracę w Wielkiej Wojnie Ojczyźnianej 1941–1945”